# Бастіан Очипка
Бастіан Очипка (нім. Bastian Oczipka) — німецький футболіст, що грав на позиції лівого півзахисника і захисника. Відомий виступами у складі юнацької збірної Німеччини.

## Клубна кар'єра
У липні 1999 приєднався до академії клубу «Баєр 04». До 2008 року він був гравцем академії клубу. У цьому році він почав грати за дубль команди, а згодом пішов в оренду. Загалом за основну команду «Баєра» зіграв 9 матчів.
Влітку 2012 приєднався до складу «Айнтрахта», підписавши трьох-річний контракт. В матчі за «Айнтрахт» він забив перший свій гол у Бундеслізі в матчі проти «Гоффенгайма» на 18-ій хвилині. Матч завершився з рахунком 3:1.
15 липня 2017 перейшов до «Шальке 04» за 4,5 мільйони євро, підписавши контракт до 2020 року. Дебютував за «Шальке 04» в домашньому матчі проти «РБ Лейпциг» (2:0).
30 серпня 2021 року підписав контракт із клубом «Уніон» (Берлін).
Влітку 2022 року, після закінчення контракту з «Уніоном», перейшов до складу «Армінії». 
Через рік, влітку 2023, оголосив про завершення кар'єри.

## Досягнення
- Чемпіон Європи (U-19): 2008

### «Айнтрахт»
- Фіналіст Кубку Німеччини:2016/17